# No Way Out
«No Way Out» (укр. Немає виходу) - це перший сингл валлійського металкор-гурту Bullet for My Valentine з їх п'ятого студійного альбому «Venom». Продюсерами виступили Колін Річардсон та Карл Бовн.

## Про сингл
За тиждень до виходу синглу група на своїй інстаграм сторінці виклала фотографію з числом «7», і викладала числа за спаданням кожен день, аж до виходу синглу 17 травня 2015. Вранці 17 травня на BBC Radio 1 відбулася прем'єра синглу, пізніше він став доступний для цифрового завантаження. Того ж вечора на цю композицію було викладено ліричне відео на офіційному каналі групи на Youtube, і менше ніж за добу воно набрало понад 100 тис. переглядів.

## Список композицій
Автор слів Меттью Так, автор музики Bullet for My Valentine . 
| #  | Назва        | Тривалість |
| -- | ------------ | ---------- |
| 1. | «No Way Out» | 3:56       |

## Учасники запису
Інформація про учасників запису запозичена з сайту AllMusic:
- Меттью Так — вокал, ритм-гітара
- Майкл Педжет — гітара, беквокал
- Джеймі Матіас — бас-гітара
- Майкл Томас — барабани